# Піфагорійський стрій
Піфагорійський стрій  — спосіб побудови звукоряду для настроювання музичних інструментів, який запропонував Піфагор близько 550 до н. е. Звукоряд будувався шляхом накладання чистих квінт на еталонний звук.  
Піфагорійський стрій є окремим випадком чистого строю (англ. just intonation), бо побудований за допомогою акустично чистих інтервалів. Частоти звучання нот відносяться одна до одної як 2:3, тому піфагорійський стрій можна вважати чистим строєм границі 3 (англ. 3-limit just intonation). 

## Приклад дляC-Dur
Послідовно накладаючи квінти (множачи кожного разу на 3/2 оскільки чиста квінта відповідає збільшенню частоти звуку в півтора раза), отримуємо наступну послідовність звуків:
… F - C - G - D - A - E - H …
Упорядкуймо їх у порядку діатонічної гами (пам'ятаючи що збільшення частоти звуку у 2 рази — на октаву, дає той же тон):
| C |           | D   |           | E     |           | F   |           | G   |           | A     |           | H       |           | C |
| - | --------- | --- | --------- | ----- | --------- | --- | --------- | --- | --------- | ----- | --------- | ------- | --------- | - |
| 1 |           | 9/8 |           | 81/64 |           | 4/3 |           | 3/2 |           | 27/16 |           | 243/128 |           | 2 |
|   | Цілий тон |     | Цілий тон |       | Ліма      |     | Цілий тон |     | Цілий тон |       | Цілий тон |         | Ліма      |   |
|   | 8 : 9     |     | 8 : 9     |       | 243 : 256 |     | 8 : 9     |     | 8 : 9     |       | 8 : 9     |         | 243 : 256 |   |
|   | 203,91 ц  |     | 203,91 ц  |       | 90,22 ц   |     | 203,91 ц  |     | 203,91 ц  |       | 203,91 ц  |         | 90,22 ц   |   |

## Проблеми піфагорійського строю
- Нестійка велика терція

З розвитком вокального мистецтва з'ясувалось, що велика піфагорійська терція (64 : 81 або 407,82 цента) звучить напружено і тяжіє до стійкішого інтервалу натуральної терції (4 : 5 = 64 : 80 або 386,31 цента)
- Незамкнутість звукоряду

З розвитком поліфонії в середні віки, коли знадобилось наростити звукоряд до 12 звуків, виявилась серйозніша проблема: незамкнутість піфагорійського звукоряду. Після побудови 12 квінт процес не повертався до початкової точки, а зупинявся приблизно на 1/9 тону (кома) вище від нього. 
З одного боку, якщо продовжувати процес побудови нових тонів, то звукоряд буде необмежено доповнюватися звуками, ускладнюючи виконання музики й водночас сумнівними для доцільності використання. (Наприклад, в піфагорійському строї ноти до-дієз і ре-бемоль не збігаються, оскільки утворюються різними способами.)
З іншого боку, якщо зупинити процес побудови звукоряду, то деякі інтервали звучатимуть фальшиво; приклад — остання побудована квінта (вовча квінта), яка буде на кому коротше за інших.
Проблему було неможливо вирішити в рамках піфагорійського строю. Вовчу квінту можна тільки було намагатися сховати в рідко вживаних тональностях. Недосконалість строю неминуче призводила до постійних пошуків та створення нових систем музичного строю.